# Победа (Луганская область)
Победа (укр. Побєда) — посёлок, относится к Новоайдарскому району Луганской области Украины.
Население по переписи 2001 года составляло 654 человека. На начало 2014 г. 509 чел. Почтовый индекс — 93523. Телефонный код — 6445. Занимает площадь 2 км². Код КОАТУУ — 4423186201.
В поселке есть парк — памятник садово-паркового искусства «Дружба», бот., 50 га. Основан в 1956 г. как мемориальный парк. Около 30 растительных экзотов.
На окраине посёлка есть курган высотой более 15 метров с собственным названием «Курган могила майдан» (раскопан экскаваторами в поисках скифского золота).

## Местный совет
93523, Луганська обл., Новоайдарський р-н, с-ще Побєда, вул. Леніна, 39 (укр.)